# Matki z Plaza de Mayo

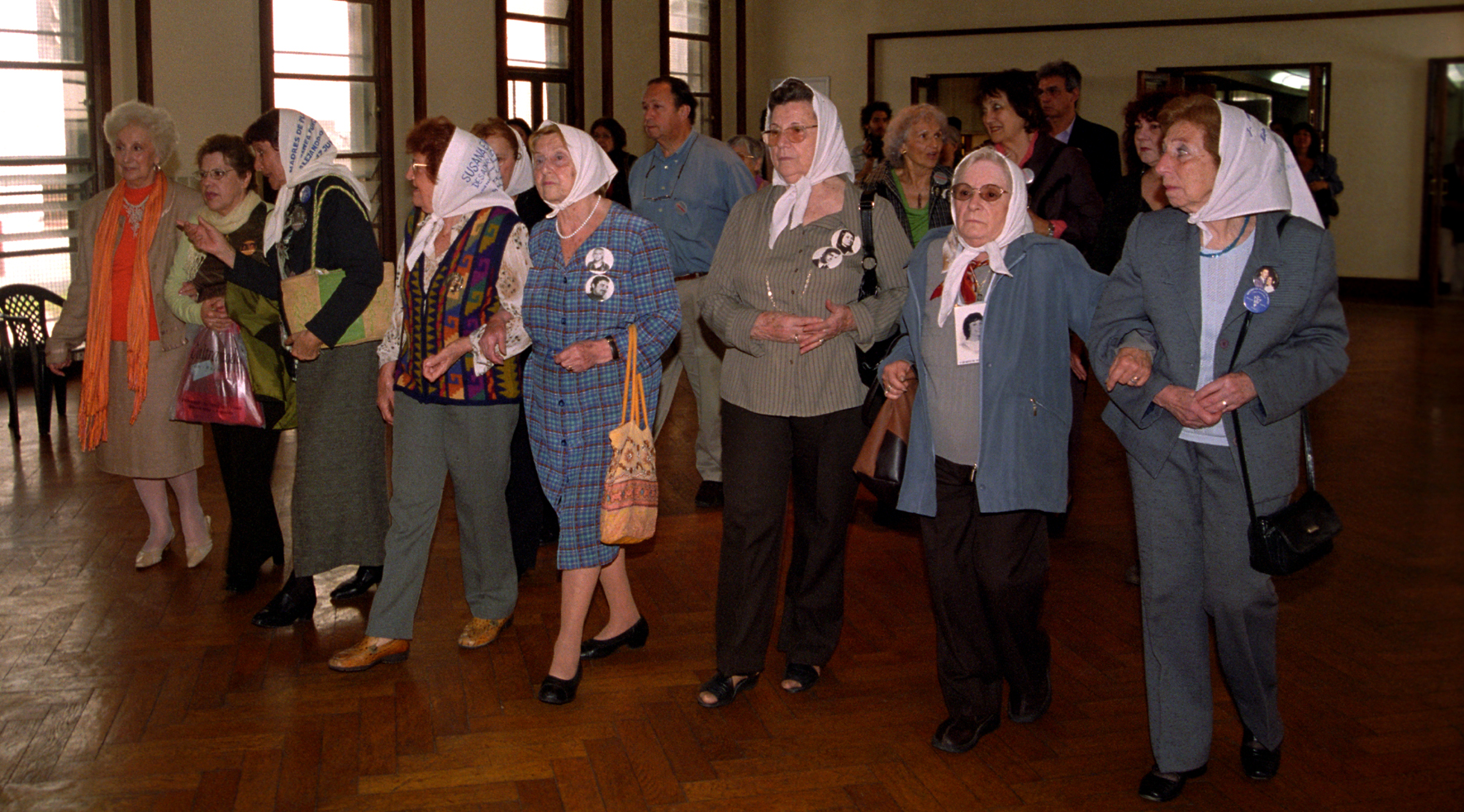
Matki i Babcie z Plaza de Mayo

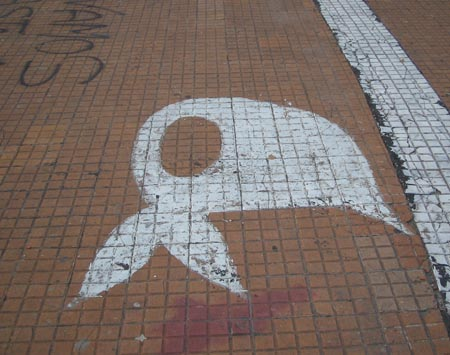
Biała chusta namalowana na Plaza de Mayo

Matki z Plaza de Mayo (hiszp. Asociación Madres de Plaza de Mayo) – ruch argentyńskich matek, których dzieci „zaginęły” podczas tzw. brudnej wojny w czasie wojskowej dyktatury w latach siedemdziesiątych. Wojskowi przyznają, że porwano wówczas ok. 9 tys. osób, podczas gdy organizacja matek szacuje liczbę zaginionych na blisko 30 tys.
Nazwa ruchu wywodzi się od jednego z placów w centrum Buenos Aires – Plaza de Mayo, na którym matki od 30 lat spotykają się każdego tygodnia, w czwartek po południu, przyodziane w białe chusty.
W 1991 roku organizacja otrzymała Nagrodę Sacharowa.
Analogicznym ruchem argentyńskich babć których wnuki „zaginęły” podczas brudnej wojny są Babcie z Plaza de Mayo.